# 新日本製鐵八幡硬式野球部
新日本製鐵八幡硬式野球部（しんにほんせいてつやはたこうしきやきゅうぶ）は、福岡県北九州市に本拠地を置き、日本野球連盟に加盟していた社会人野球の企業チームである。

## 概要
1926年、官営製鉄所であった八幡製鐵所で『八幡製鐵硬式野球部』として創設し、八幡大谷球場をホームグラウンドとした。
1928年、都市対抗野球に初出場。1934年、都市対抗野球で準優勝し、加藤喜作が優秀選手に選ばれた。1937年、都市対抗野球で初優勝を果たし、加藤喜作が監督、鬼塚格三郎が主将、角地孫之助が橋戸賞を獲得する。1954年、都市対抗野球で2度目の優勝を果たし、この時も加藤喜作が監督、国方博が主将、エースとして活躍したのが、1947年と1948年の夏の甲子園大会で2連覇を達成した旧制小倉中・小倉高のエース福嶋一雄で、井原数巳が橋戸賞を、石橋英俊が生還打賞を獲得する。
1963年2月10日、市町村合併に伴い本拠地が北九州市となる。
1970年、母体である八幡製鐵が富士製鐵と合併し新日本製鐵が発足。これに伴い、チーム名を『新日本製鐵八幡硬式野球部』に改称した。
1974年、都市対抗野球で2度目の準優勝を果たす。この大会では慶應大学時代の1971年秋からの東京六大学リーグ戦3連覇の立役者となったエース萩野友康が投打に活躍し久慈賞に輝き、工藤博義が2代目若獅子賞を獲得する。同年には日本選手権に初出場を果たしている。
また、昭和初期には実業団野球の早慶戦と呼ばれた門司鉄道管理局との定期戦「製門戦」が人気を集めていた。1931年（昭和6年）11月24日には、日米野球第14戦（旧長府球場）で、全米選抜チームと対戦し8-17で敗退。先発の大岡虎雄が6本の本塁打を喫したが、大岡自身も2本の本塁打を放ち、日本18安打・米国22安打、計40安打の乱打戦となった。
その後も、地区連盟主催大会などで優勝を重ねたが、鉄鋼不況の影響から新日本製鐵がスポーツ支援体制の見直しを進める中で、全ての運動部を対象に単独保有を止める方針を決定。当チームについては、成績不振に加えて地元密着チームの受け皿がないことなどから廃部が発表された。
2003年、都市対抗野球九州2次予選で敗退し、チームは解散した。

## 沿革
- 1926年 - 『八幡製鐵硬式野球部』として創部。
- 1928年 - 都市対抗野球に初出場。
- 1934年 - 都市対抗野球で準優勝。
- 1937年 - 都市対抗野球で優勝。
- 1954年 - 都市対抗野球で2度目の優勝。
- 1963年 - 市町村合併に伴い、本拠地が北九州市となる。
- 1970年 - 母体の合併に伴い、チーム名を『新日本製鐵八幡硬式野球部』に改称。
- 1974年 - 都市対抗野球で準優勝。日本選手権に初出場。
- 2003年 - 廃部。

## 主要大会の出場歴・最高成績
- 都市対抗野球大会 - 出場37回、優勝2回（1937年、1954年）、準優勝2回（1934年、1974年）
- 社会人野球日本選手権大会 - 出場9回、8強1回（1988年）
- JABA東京スポニチ大会 - 優勝1回（1952年）
- JABA静岡大会 - 優勝1回（1999年）
- JABAベーブルース杯争奪大会 - 優勝5回（1947年、1949年、1952年、1953年、1958年）
- JABA高砂市長杯争奪大会 - 優勝1回（1982年）
- JABA広島大会 - 優勝1回（1976年）
- JABA徳山大会 - 優勝1回（1971年）
- JABA九州大会 - 優勝9回（1946年、1952年、1953年、1955年、1958年、1976年、1980年、1997年、2000年）

## 出身プロ野球選手
- 加藤喜作（内野手） - 1940年に南海軍に入団
- 古川清蔵（外野手） - 1941年に名古屋軍に入団
- 小鶴誠（外野手） - 1942年に名古屋軍に入団（入団時は飯塚誠名義）
- 三村勲（内野手） - 1946年に中部日本軍に入団
- 森谷良平（内野手） - 1948年に太陽ロビンスに入団
- 大岡虎雄（内野手） - 1949年に大映スターズに入団
- 黒田一博（外野手） - 1949年に南海ホークスに入団
- 大崎憲司（投手） - 西日本鉄道を経て、1950年に西鉄クリッパーズに入団
- 末吉俊信（投手） - 早稲田大学を経て、1950年に毎日オリオンズに入団
- 西本幸雄（内野手） - 全京都、星野組を経て、1950年に毎日オリオンズに入団
- 前川忠男（内野手） - 1954年に南海ホークスに入団
- 池田英俊（投手） - 1962年に広島カープに入団
- 縄田洋海（投手） - 1969年ドラフト外で西鉄ライオンズに入団
- 小形利文（外野手） - 1970年ドラフト外で東映フライヤーズに入団
- 有田修三（捕手） - 1972年ドラフト2位で近鉄バファローズに入団
- 工藤博義（外野手） - 1977年ドラフト5位で阪急ブレーブスに入団
- 大河原栄（捕手） - 1978年ドラフト外で中日ドラゴンズに入団
- 藤崎靖彦（外野手） - 1990年ドラフト3位で読売ジャイアンツに入団
- 土井雅弘（投手） - 1995年ドラフト3位で福岡ダイエーホークスに入団
- 中村善之（投手） - 1997年ドラフト6位で読売ジャイアンツに入団
- 小島大作（外野手） - 退社後に1998年ドラフト5位で千葉ロッテマリーンズに入団

## 元プロ野球選手の競技者登録
- 河村章 - 投手→金星スターズに入団（元：名古屋軍）
- 内田蒼生也 - 投手（元：西鉄ライオンズ）

## かつて在籍していた選手
- 福嶋一雄（投手） - 野球殿堂表彰者（2013年）
- 宮崎康之（内野手） - 早稲田大学野球部元監督
- 徳永利美（内野手）